# موسی در اسلام
در اسلام، موسی ابن عمران (موسی پسر عمران) یکی از پیامبران مهم خدا (الله) محسوب می‌شود و فردی است که نامش بیش از هر کسی در قرآن ذکر شده (۱۳۶ بار) و زندگی او بیش از هر پیامبری روایت و تعریف شده است.
طبق الهیات اسلامی همه مسلمانان باید به تمامی پیامبران خدا شامل موسی و برادرش هارون ایمان داشته باشند. داستان موسی عموماً به شکل همتایی معنوی برای زندگی محمد در نظر گرفته می‌شود و مسلمانان بسیاری از جنبه‌های زندگی این دو فرد را مشترک می‌دانند.

## زندگی

### دوران کودکی
موسی در خانواده‌ای از بنی اسرائیل ساکن مصر به دنیا آمد. نام پدر او عمران، مطابق با عمرام انجیل عبری، ذکر شده است، شجره‌نامه‌های قدیمی از لاوی به عنوان جد او نام می‌برند. موسی در زمانی حکومت فرعون متولد شد که بنی‌اسرائیل را از بعد از زمان یوسف به بردگی گرفته بود. حوالی متولد شدن موسی، فرعون در خواب دید که پسربچه‌ای سلطنت او را به خطر خواهد انداخت. او در این هنگام دستور داد همهٔ پسران اسرائیلی تازه متولد شده را بکشند تا از این واقعه جلوگیری کند.

#### ماجرای رود نیل

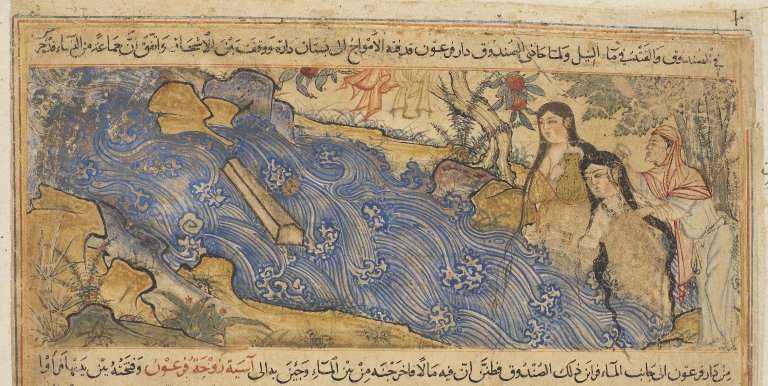
آسیه (با موهای سیاه بلند کشیده شده) و خدمتکارانش که حمام کردنشان تمام شده، موسای نوزاد را در رود نیل پیدا می‌کنند. تصویری از کتاب جامع‌التواریخ

بر اساس روایات اسلامی، یوکابد، مادر موسی، در این دوران مخفیانه او را شیر می‌داد. هنگامی که در خطر گرفتار شدن قرار گرفتند، خداوند به او وحی کرد که او را در سبدی حصیری بگذارد و در رود نیل بیاندازد. ما او را به تو بازمی‌گردانیم. او به دخترش می‌گوید که مسیر سبد را دنبال کند و به او گزارش دهد. هنگامی که دخترش سبد را در امتداد رودخانه دنبال می‌کند، متوجه می‌شود که آسیه، همسر فرعون، موسی را پیدا می‌کند. آسیه به موسی علاقه‌مند می‌شود و فرعون را متقاعد می‌کند که او را به فرزندی قبول کند. وقتی آسیه دایه‌ها را برای شیر دادن به موسی احضار کرد، موسی از هیچ‌کدام از آنها شیر نخورد. در روایات اسلامی آمده است که این امر به این دلیل است که خداوند موسی را از شیر خوردن منع کرد تا او را به مادرش بازگرداند. خواهرش نیز به نزد آنها رفت و به آنها گفت: «آیا می‌خواهید شما را نزد خانواده‌ای ببرم تا از او مراقبت کنند و خیرخواه او باشند؟». پس از او می‌خواهند تا زنی را که از او سخن گفته بود، به قصر بیاورد. خواهر موسی هم مادرشان را می‌آورد که به او شیر می‌دهد و از آن پس به عنوان دایهٔ موسی منصوب می‌شود.

## پیامبری

### آزمون نبوت
در حدیث اسرائیلیات آمده است که وقتی فرعون موسی را روی دامان خودش گذاشته بود، موسی ریش فرعون را کشید و با کف دستش به صورت فرعون زد. این کار موسی، فرعون را بر آن داشت که موسی را بنی‌اسرائیلی بداند و احتمالاً این همان کودکی است که او را نابود خواهد کرد و برای همین تصمیم گرفت موسی را بکشد. همسر فرعون او را متقاعد کرد که او را نکشد زیرا او فقط یک نوزاد بود. فرعون هم در عوض تصمیم گرفت موسی را امتحان کند. او دو ظرف جلوی موسی گذاشت، یکی پر از یاقوت سرخ و دیگری زغال‌های درخشان. موسی دستش را به سمت یاقوت‌ها دراز کرد، اما جبرئیل دستش را به سمت زغال‌ها برد. موسی زغالی درخشان را برداشت و در دهان گذاشت و زبانش سوخت. پس از این واقعه، موسی دچار نقص گفتاری شد، اما فرعون خیالش از بابت او راحت شد.

### فرار به مدین و ازدواج
به گفته قرآن، موسی پس از بزرگسالی در حال عبور از شهر بود که می‌بیند دو نفر با هم در حال جنگ و نزاع هستند؛ یکی از آنها اسرائیلی و از یاران موسی بود و دیگری مصری و از دشمنان او بود. مرد اسرائیلی از موسی کمک خواست و موسی مشتی محکم به مصری زد که منجر به مرگ او شد. سپس موسی به درگاه خدا توبه کرد و روز بعد، دوباره با همان اسرائیلی روبرو شد که با یک مصری دیگر می‌جنگید. مرد بنی‌اسرائیلی دوباره از موسی درخواست کمک کرد. موسی از دست آن مرد عصبانی شده بود که دوباره به درگیری و نزاع پرداخته. وقتی به فردی که دشمن هر دویشان بود نزدیک شد، از او پرسید که آیا می‌خواهی مرا بکشی؟ همان‌طور که دیروز یک نفر را کشتی؟ ناگهان مردی از دوردست به سمت موسی دوید و به او خبر داد که سران مصر از حادثهٔ دیروز باخبر شده‌اند و می‌خواهند او را بکشند. موسی پس از آگاه شدن از این موضوع، از آنجا می‌گریزد. طبق روایات اسلامی، پس از ورود موسی به مدین، چوپانان را دید که به گوسفندانشان آب می‌دادند. اما در فاصله‌ای دورتر، دو زن ایستاده بودند که گوسفندانشان را از رفتن به سمت آب بازمی‌دارند. موسی جلو رفت و علت این کارشان را پرسید. آنها نیز چنین پاسخ دادند که پدر ما پیر شده و ما جای او گوسفندان را به چرا می‌بریم. ولی منتظریم که مردان از کنار چاه کنار روند تا بتوانیم به گوسفندانمان آب دهیم. موسی هم غیرت به خرج داد و به آنها در آب دادن به گوسفندانشان کمک کرد. دو زن به خانه خود بازگشتند و پدر خود را از کار این مرد مطلع کردند. پدرشان، شعیب، از آن دو می‌خواهد تا مرد را نزد او بیاورند تا از او تشکر کند و به او پاداش دهد. یکی از دختران نزد موسی رفت و او را از خواسته پردش مطلع ساخت. موسی نزد شعیب رفت و سرگذشتش را برای او تعریف کرد. شعیب به او اطمینان داد که جایش امن است و دیگر از آن گروه ستمکار نجات یافته است. یکی از دختران به پدر پیشنهاد داد که او را استخدام کند چون هم قوی بود و هم امین. شعیب پذیرفت و قراردادی با موسی گذاشت: اگر هشت سال برای من کار کنی، یکی از دخترانم را به نکاح تو درمی‌آورم و اگر ده سال را تمام کنی، اختیارش با خود توست. موسی پذیرفت و ده سال برای شعیب کار کرد.

### برانگیخته شدن به پیامبری
ظبق آیات قرآن، موسی پس از گذراندن مدت قرارداد، به همراه خانواده‌اش عازم مصر شد. در طول سفر، هنگامی که در نزدیکی طور توقف می‌کنند، موسی آتش بزرگی را مشاهده کرد و به خانواده‌اش می‌گوید که صبر کنند تا او با آتشی برای آنها بازگردد. هنگامی که موسی به وادی طوی می‌رسد، خداوند از سمت راست دره او را از روی درختی که در قرآن از آن با نام «البقعه المبارکه» (زمین مبارک) یاد شده، صدا می‌زند. خداوند به موسی فرمان می‌دهد که کفش‌هایش را درآورد، زیرا او در سرزمین مقدسی ایستاده و بعد از آن، موسی از انتخابش به پیامبری، وجوب نماز و روز قیامت مطلع می‌شود. خداوند به موسی گفت که عصایش را به زمین بیندازد. موسی این کار را کرد و عصایش تبدیل به مار بزرگی شد. خداوند به او گفت که دوباره آن را در دست بگیرد تا به حالت اولش برگردد. همچنین به او گفت که دستش را در لباسش فروکند و هنگامی که آن را بیرون آورد، نور درخشانی می‌تابد. خداوند بیان می‌کند که اینها نشانه‌هایی برای فرعون است و به موسی دستور می‌دهد که فرعون را به پرستش خدای یگانه دعوت کند. موسی ترس خود را از فرعون ابراز می‌کند و از خداوند می‌خواهد که نقص گفتار او را برطرف کند و هارون را به یاری او برگزیند. طبق روایات اسلامی، هر دوی آنها ترس خود را از فرعون بیان می‌کنند، اما خداوند به آنها اطمینان می‌دهد که آنها را مشاهده می‌کند و به آنها دستور می‌دهد که به فرعون اطلاع دهند تا بنی اسرائیل را آزاد کند؛ لذا برای موعظهٔ فرعون حرکت می‌کنند.